# Tanyrhinichthys mcallisteri
Tanyrhinichthys mcallisteri è un pesce osseo estinto, appartenente agli attinotterigi. Visse nel Carbonifero superiore (circa 315 - 310 milioni di anni fa) e i suoi resti fossili sono stati ritrovati in Nordamerica.

## Descrizione
Questo pesce, lungo circa 20 centimetri, possedeva un corpo allungato. Il corpo era ricoperto da scaglie molto alte nella regione dei fianchi, mentre le scaglie ventrali erano molto più piccole. Le scaglie della regione dorsale erano alte e sporgenti. Il corpo slanciato e allungato era dotato di una pinna caudale eterocerca, con il lobo superiore più sviluppato, e di una pinna dorsale arretrata e contrapposta alla pinna anale. Le pinne pettorali erano piuttosto piccole e posizionate in basso. 
La caratteristica più distintiva di Tanyrhinichthys era data dal muso notevolmente allungato, inizialmente descritto simile a quello di un luccio (e quindi dotato di una bocca posta in posizione anteriore) ma poi ridescritto come simile a quello di uno storione, con la bocca posta in posizione ventrale. Il rostro allungato era formato da un osso rostrale e da ossa frontali allungate e appaiate, da un paio di ossa nasali e da una premascella ricurva simile a un montante. I denti erano piccoli, aguzzi e ricurvi. Nel muso era presente una grande fossa formata dalla premascella e dal rostro, che nell'animale in vita potrebbe aver contenuto tessuti molli con organi sensori aggiuntivi, come elettrorecettori.

## Classificazione
Tanyrhinichthys mcallisteri venne descritto per la prima volta nel 1987, sulla base di resti fossili ritrovati in Nuovo Messico in terreni del Carbonifero superiore. Inizialmente descritto sulla base di un singolo esemplare mal conservato, Tanyrhinichthys era stato considerato da principio un attinotterigio di incerta classificazione simile ad altre forme dal corpo allungato e dalle attitudini predatorie, come il successivo Saurichthys. Scoperte successive di esemplari meglio conservati hanno aiutato a chiarire l'anatomia dell'animale, comunque di incerta classificazione, ma considerato vicino al grande gruppo parafiletico dei paleonisciformi.

## Paleoecologia
Inizialmente considerato un predatore d'agguato simile a luccio attuale, Tanyrhinichthys era in realtà dotato di una quantità di caratteristiche morfologiche (rostro allungato, bocca in posizione ventrale, canale sensoriale, pinna caudale eterocerca, pinne pettorali in posizione bassa) che lo avvicinano ecologicamente agli storioni. Come questi, probabilmente Tanyrhinichthys viveva presso i fondali dove si nutriva di piccoli animali. Al contrario degli storioni, tuttavia, Tanyrhinichthys era dotato di denti aguzzi probabilmente adatti alla caccia ai crostacei. Altri pesci carboniferi dotati di un rostro simile erano l'attinotterigio Phanerorhynchus e il condritto Bandringa.